# Poutre de queue
La poutre de queue est la partie d'un hélicoptère à l'extrémité de laquelle est disposé le rotor anticouple. Elle forme un bras de levier qui permet à un dispositif de compenser le couple du rotor principal. Elle supporte divers éléments qui permettent :
- de transmettre la cinématique de puissance à la boîte de transmission intermédiaire puis arrière ;
- d'agir sur l'incidence des pales arrière.

La cinématique de puissance est composée d'un ou plusieurs arbres de transmission. Les paliers des arbres sont maintenus par des supports de palier fixés à la poutre de queue. Étant donné les vibrations qui déforment la poutre de queue en vol, les arbres de transmission sont équipés de liaisons flexibles (« flectors »).
La commande de palonniers est transmise aux pales arrière via un plateau de commande piloté par une servocommande dont les tiroirs distributeurs sont actionnés par un système de bielle, secteur et câbles de commande.